# Fluid Festival of Copenhagen
Fluid Festival of Copenhagen er et pride-event, festival og feministisk organisation, der hylder lesbiske, biseksuelle kvinder, transkvinder, female identified genderqueers og ikke-binære identiteter.
Festivalen afholdes over fire dage fra onsdag til lørdag i samme uge i august, hvor København fejrer den årlige pride festival.
Fluid Festival anvender begrebet LBT i modsætning til det almindeligt udbredte LGBT, da festivalens fokus er at hylde kvinder, gender queers og non-binære identiteter. Dog er alle uanset køn, kønsidentitet og seksualitet velkomne på festivalen.
Festivalen omfatter et musikprogram og debatter med fokus på aktuelle, feministiske og politiske emner, der favner og udfordrer forståelsen af kønsudtryk, seksuel orientering og kønsidentitet.
Fluid Festival of Copenhagen præsenterer sig som det første pride-event i verden, der i hele sit program har 100% repræsentation af LBT-kvinder, non-binære og female identified genderqueers i både talkprogrammet og i de ledende roller på musikscenen.

## Historie
Fluid Festival blev etableret i 2021, hvor København var vært for WorldPride & EuroGames. Festivalen var en del af megaeventens kulturprogram og udvikledes som et venue målrettet en hyldest at kvinder, gender-queers og non-binære. På festivalpladsen på Gammel Strand blev der inviteret til ni dages koncert, talk og debatprogram med over 150 forskellige kunstnere og aktivister fra hele verden, der alle repræsenterede festivalens fokus. Festivalen viste sig at have en betydelig plads i Pride bevægelsen, i den internationale kønspolitiske dagsorden og i det danske kulturliv, hvor den satte fokus på at rette op på ubalancen i repræsentationen af kvinder, non-binære og gender-queers i kunst og musik.  
Kort efter afviklingen af WorldPride & Eurogames (2022) besluttede initiativtagerne at videreføre festivalen som en selvstændig forening under navnet Fluid Festival of Copenhagen.
I 2023 flyttede Fluid Festival til den større Frue Plads. Pladsen blev valgt pga. dens centrale placering nær Nørreport Station og geografiske nærhed til ugens øvrige pride-markeringer.
Fluid Festival indgik i 2023 samarbejde med Pan Idræt om det fælles partnerskabsprogram Monday, Too, ligesom der afvikles sideevents i samarbejde med lokale kulturaktører, herunder bl.a. MIX-Copenhagen og Copenhagen Cooking Arkiveret 23. oktober 2023 hos  Wayback Machine.

## Bæredygtighed og samfund
Fluid Festival har økologiske og ofte lokalt producerede drikkevarer. Spiseområdets foodtrucks har økologiske råvarer og der er altid vegetariske og veganske retter.
Fluid Festival sælger ikke merchandise og begrænser brugen af trykte materialer, herunder programmer. Ifølge initiativtagerne genbruges t-shirts, hegnsbannere, møbler og dekorationer fra år til år.

## Program år for år
Fluid Festival of Copenhagens program indeholder generelt to segmenter: Talk- og debatprogrammet, og et musikprogram.

### Talkprogram

#### 2021[6]
’Totally Trans Vibes’ (Sophie Labelle), The New White Supremacy in Europe and the US (Emily Gorecenski), 'Queer Porn Rebellion' (Ann Sofie Sverdrup, Oli Lipski, Jo Pollux), ’You are pretty good for a….: QTBIPOCS and women in the Music Scene” (Chelar, SuzieTheCockroach, Ava Frost), 'Decolonising Queer Activism' (Aka Hansen, Tone Frank, Sylvia Thomas), 'Frontline organisers in Russia and Eastern Europe' (Lily Dragoeva, Valentina Likhosheva, Kristine Garina, Julia Machiocha), ‘Solidarity and infighting in the LGBT movement' (Linda Riley, Beck Strohmer).
Moderatorer: Maia Kahlke Lorentzen og Chief

#### 2022[7]
'Anti-LGBT+ Bevægelsen i Danmark' (Nazila Kivi, Monir Mooghen, Henriette Laursen), 'Sørg ikke, organiser jer: Solidaritet og splittelse i sociale bevægelser' (Moeisha Aden, Nathalia Vogel, Katrine Manfred Swets), 'Fluid Friday og Pride Popquiz' (Aphinya Jatuparissakul, Laura Mølgaard Tams).
Moderator: Maia Kahlke Lorentzen

#### 2023[8]
'Køn og kolonisering. Fokus på Grønland' (Tone Frank, Nuka Carmen Bisgaard, Katharina S. Qvist), 'Magt, vilje og repræsentation' (Piv Bernth, Lucia Vinde Dircksen, Elisa Kragerup, Tone Ottilie), 'Pronominer, magt og vilje' (Susanne Branner, Amma Asare-Nyako, Sølve Storm Falkenberg, Rikke Voergård-Olesen).
Moderatorer: Nana Toft og Leise Johnsen

### Musikprogram

#### 2021
Freja Kirk, Housefrau, Ida Nielsen & The Funkbots, DJ Eba Lind, FLOR, Nina Kreutzmann, Lisa Dillan, Raspy Berries, Rikke Thomsen, O/Rioh, Papaue, Mekdes, Ash Olsen, Karina Willumsen, Elyss, Michelle Gurewich, The Songbirds Collective, Falden Rysgaard, Baby in Vain, Jordan Jackson, Rosa Lux, Rikke Bronx, Ukulellur, Jodeladies, Mendoza, DJ Ashibah.

#### 2022
DJ Anira Orlando, Mekdes, Michelle Gurevich, NorRaun, Reveal Party, Freja Kirk, Falden Rysgaard, Brimheim, Beatrice Eli, Housefrau, DJ Pamela, Karina Willumsen, Ditte, Julie Pavon, Lydmor og Ashibah.

#### 2023[9]
DJ Mukli, Rikke Bronx, Anne Linnet, DJ Baba Roots, Jomi Massage & Frihedskæmperne, DJ Rosa Lux, DJ Skye Barecjiate, Ida Nielsen & The Funk Bots, Lydmor, Housefrau, Dj Pamela, Gasoline, Beatrice Eli, Ashibah.